# Sophie Weberová
Maria Sophie Weberová (říjen 1763, Zell im Wiesental – 26. října 1846, Salcburk) byla německá operní pěvkyně. Byla mladší sestrou Constanze Weberové, která se provdala za Wolfganga Amadea Mozarta a stala se tak jeho švagrovou. Je známá především tím, že se podílela na produkci hudby svého švagra po jeho smrti spolu se sestrou.

## Život
Narodila se do hudební rodiny jako nejmladší ze čtyř sester, z nichž dvě se staly profesionálním operními pěvkyněmi. Jejím otcem byl Fridolin Weber a matkou Cäcilia Weberová. Stěhovala se spolu s rodinou, nejdříve do Mnichova a poté do Vídně, kde její starší sestra Aloysia získala práci. Sophie v sezóně 1780-81 také zpívala v Burgtheateru, avšak neuchytila se tak dobře, jako sestra.
Když se do Vídně v roce 1781 nastěhoval Mozart a žil u rodiny Weberů, měl ve zvyku flirtovat se všemi sestrami (nakonec se oženil s Constanze). V dopise z 15. prosince 1781 popisuje Mozart Sophii jako dobromyslnou ženu. Když si v roce 1782 bral za ženu Constanze, Sophie byla jediná ze sester, která se obřadu účastnila.
Když v prosinci roku 1791 Mozart zemřel, osmadvacetiletá Sophie, poslední neprovdaná ze sester, žila spolu s matkou Cäcilií. Byla však často přítomná v Mozartově domě, kde pomáhala sestře Constanze s péčí o umírajícího manžela.
Sophie se dne 7. ledna 1807 provdala za Jakoba Haibela v Djakovaru ve Slavonii (dnešní Đakovo v Chorvatsku). Jakob byl tenorový zpěvák, herec a skladatel. Byl autorem úspěšného hudebního žánru Singspiel. Údajně kvůli Sophii opustil svou první manželku. Po smrti Haibela v roce 1826 se Sophie přestěhovala do Salcburku za svou sestrou Constanze, která ovdověla již podruhé. Po roce 1831 se přestěhovaly za sestrou Aloysií, která v tu dobu také ovdověla a v roce 1839 zemřela. Sestry spolu žily až do smrti Constanze v roce 1842.
Sophie přežila i svého synovce Franze Xavera Wolfganga Mozarta a to o celé dva roky. Zemřela v Salcburku v roce 1846 ve věku 83 let.